# Jolanta Zawadzka

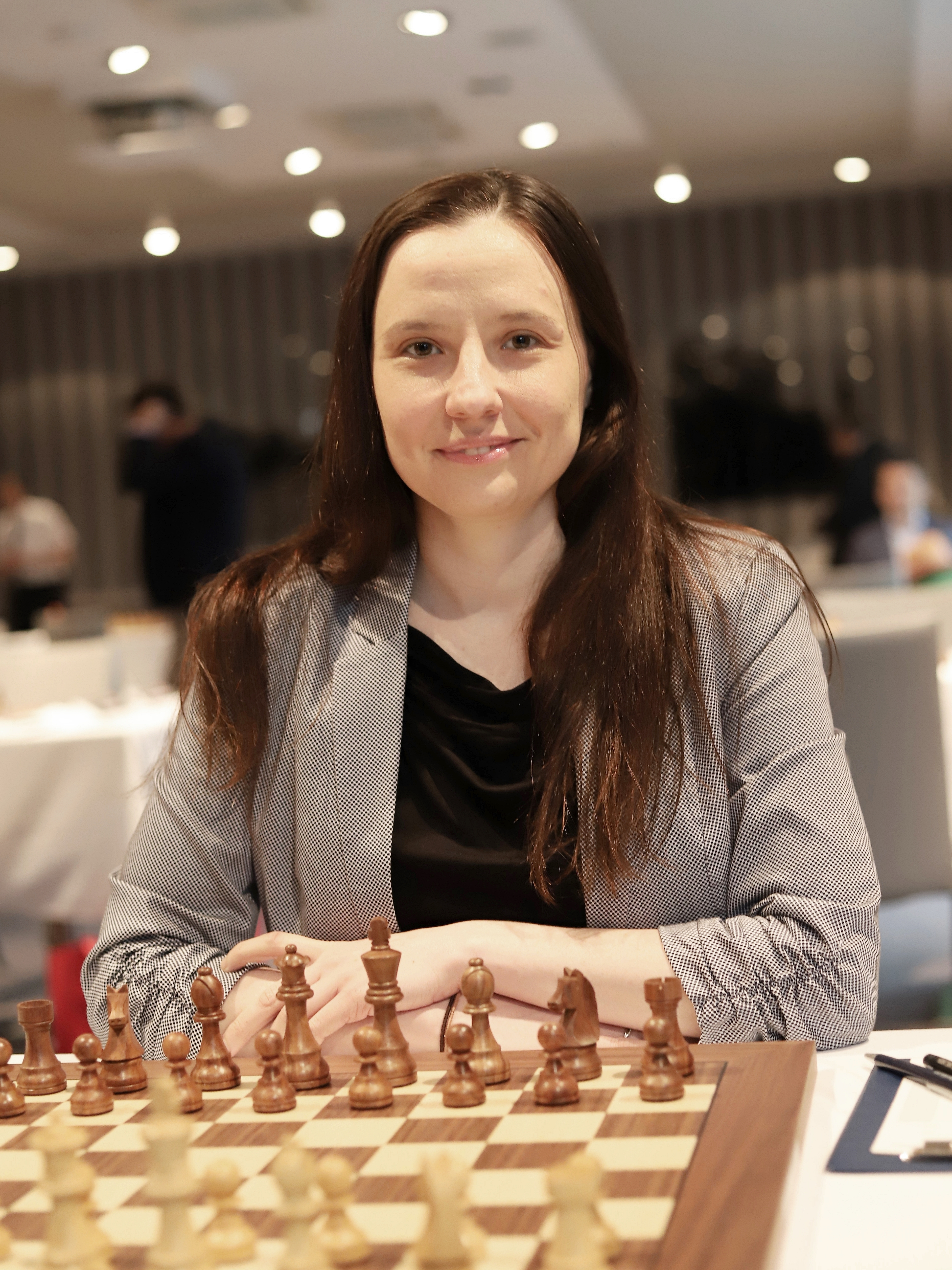
Jolanta Zawadzka in 2021

Jolanta Zawadzka (8 februari 1987) is een Poolse schaakster. Sinds 2005 is ze een grootmeester bij de vrouwen (WGM). In 2004 won ze het Wereldkampioenschap schaken voor jeugd in de categorie meisjes tot 18 jaar. Ze won het Poolse schaakkampioenschap voor vrouwen in 2006, 2011, 2015 en 2018.
Met het Poolse nationale team won ze de gouden medaille op het Europees kampioenschap schaken voor landenteams in Göteborg in 2005. Op hetzelfde toernooi won ze de zilveren medaille in Heraklion in 2007 en in Porto Carras in 2011. Op de 41e Schaakolympiade in 2014 was ze lid van het Poolse vrouwenteam, dat de zevende plaats behaalde in het vrouwentoernooi.
IM Stanisław Zawadzki is een broer van haar.

## Externe koppelingen
- (en)   Informatie over schaakpartijen van Jolanta Zawadzka op ChessGames.com
- (en)   Informatie over schaakpartijen van Jolanta Zawadzka op 365chess.com
- (en)  FIDE-ratinggegevens voor Jolanta Zawadzka